# تدمير بومبي وهركولانيوم (لوحة)
تدمير بومبي وهيركولانيوم (بالإنجليزية: The Destruction of Pompeii and Herculaneum)‏ هي لوحة كبيرة تعود إلى عام 1822 بريشة الفنان الإنجليزي جون مارتن. تصورً مشهد درامي وهو لحظة ثوران جبل فيزوف سنة 79. اختفت أللوحة من مخازن متحف تيت في لندن بعد وقت قصير من تعرضه للدمار بسبب فيضان نهر التايمز عام 1928 ، ولكن تم اكتشافها في عام 1973 ثم تم ترميمه لاحقًا في عام 2011. 

## الوصف
تم تكليف مارتن برسم الموضوع من قبل ريتشارد جريفيل، دوق باكنغهام الأول، الذي دفع 800 جنيه. اللوحة عبارة عن لوحة قماشية ضخمة تبلغ قياساتها 1.6 متر في 2.5 متر تصور أللوحة مدى الكارثة التي اشتهرت بالمدينتين الشقيقتين بومبي وهيركولانيوم عندما ثار بركان فيزوف في عام 79 م. مع الأخذ في عين الاعتبار شواطئ مدينة ستابيا. ، على الجانب الآخر من خليج نابولي ، تُظهر الصورة عددًا كبيرًا من الناجين الفارين بما في ذلك الكاتب اليوناني الشهير بليني الأكبر المحتضر وهم يكافحون من أجل الوصول إلى بر الامان. هيركولانيوم في ألافق إلى اليسار، تظهر مخنوقة بالحمم البركانية ؛ تم وضع بومبي بتفاصيل كافية لتكون للمشاهد قدرة على تحديد بعض المباني المعروفة، وأبرزها معبد جوبيتر والمدرج الروماني. يظهر جبل فيزوف في المراحل الأولى من الثوران، حيث يلون توهج الحمم البركانية المشهد بأكمله باللون الأحمر الزاهي، بينما تتشنج السماء بسبب سحب الرماد المتصاعدة ويمزقها البرق.
اعتمد مارتن على قصة بومبيانا (1819) التي نُشرت مؤخرًا من قبل الكاتب ويليام جيل للحصول على معلومات أساسية عن المدينة الرومانية، وعلى قصيدة إدوين أثيرستون الملحمية عام 1821 بعنوان «الأيام الأخيرة من هيركولانيوم» ، والتي نُشرت مع بليني الأصغر برسائل إلى تاسيتوس عند اندلاع البركان. 

## الأستقبال
أرسل مشترو لوحات مارتن السابقة اللوحات في جولة في إنجلترا كإعلان للمطبوعات، إلى نجاح تجاري كبير، وكان مارتن مصممًا على تحقيق بعض القيمة من لوحاته اللاحقة. تم الانتهاء من العمل في عام 1822 وعرضه مارتن في القاعة المصرية في بيكاديللي في عام 1822 لاقى العمل استحسانًا كبيرًا من الجمهور ولكن نقدًا مختلطًا (استضافت القاعة معرض لندن للوحة جريكو طوافة ميدوسا في عام 1820). باع مارتن كتيبًا يشرح التكوين. وصف مقال في صحيفة مورنينغ كرونيكل لوحة مارتن بأنها «أكثر إنتاج غير عادي للقلم الرصاص ظهر في هذا البلد أو أي بلد آخر». استقبل المعرض 50 ألف زائر من مارس إلى يوليو 1822. رسم مارتن في وقت لاحق نسخة أصغر، 83.8 سم في 121.9 سم، والتي تم بيعها للسير جون ليستر في عام 1826 ، موجود الآن في المجموعة التابعة لجامعة مانشستر.

## مصير اللوحة
أُضيفت اللوحة إلى مجموعة دوق باكنغهام الأول حتى عام 1838 على الأقل ثم ورثها دوق باكنغهام الثاني في عام 1839. وربما تم عرضها في باكنغهام هاوس في لندن قبل أن يعلن الدوق الثاني إفلاسه في عام 1847. تم بيع لوحة مارتن بالمزاد العلني في كريستيز عام 1848 واشتراها تاجر الأعمال الفنية تشارلز باتري مقابل 100 جنيه إسترليني فقط، وباعها إلى المعرض الوطني عام 1869 مقابل 200 جنيه إسترليني. تم إرساله على سبيل الإعارة طويلة الأجل إلى معرض مانشستر سيتي للفنون حتى عام 1918 ، عندما تم نقله إلى معرض تيت. بحلول ذلك الوقت، كان مارتن خارج الموضة، وتم إرسال اللوحة إلى الطابق السفلي، حيث تضررت بشدة بسبب فيضان نهر التايمز عام 1928. نظرًا لأنه لا يمكن إصلاحها، فقد تُركت ملفوفًا ونسيت حتى اكتشفها كريستوفر جونستون، مساعد باحث في المعرض في عام 1973 ، عندما كان يبحث في كتابه جون مارتن (1974). وجد جونستون العمل التالف ملفوفًا داخل لوحة بول ديلاروش إعدام السيدة جين جراي ، والتي تم نسيانها وفقدانها أيضًا.

## الترميم
تم تنظيف أللوحة وترميمها في 2010-2011 ، وتم تضمينها في معرض استعادي كبير لأعمال مارتن في معرض تيت في 2011-2012. كانت أعمال الطلاء الأصلية في حالة جيدة، لكن مساحة كبيرة تصور البركان والمدن - حوالي خمس الكل - كانت مفقودة. استبدلت مايسي الجزء المفقود، بالرسم على الصور الفوتوغرافية، لوحة مارتن لنفس الموضوع، ونقشة الخطوط العريضة للأصل. 

## الرسام

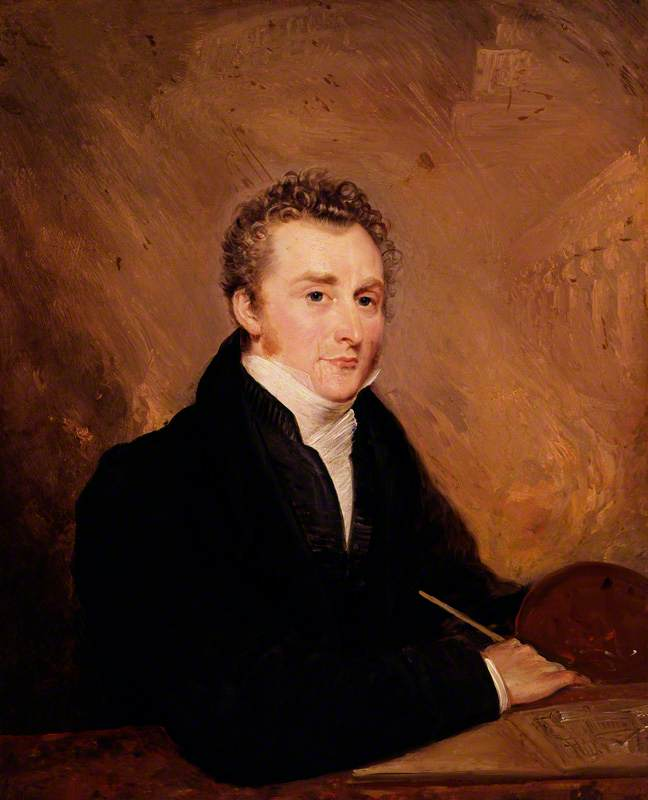
جون مارتن

جون مارتن (19 يوليو 1789 - 17 فبراير 1854)  رسامًا ونقاشًا رومانسيًا إنجليزيًا. معروف بلوحاته الضخمة والميلودرامية ذات الموضوعات الدينية والتراكيب الرائعة، المليئة بالشخصيات الدقيقة الموضوعة في مناظر طبيعية ساحرة. لاقت لوحات مارتن نجاحًا كبيرًا مع عامة الناس - في عام 1821 أشار إليه توماس لورانس على أنه «الرسام الأكثر شعبية في عصره» 